# Elliðaey (Breiðafjörður)
Elliðaey è un'isola dell'Islanda, situata nel Breiðafjörður, a nord di Stykkishólmur. Ha la forma di un ferro di cavallo, e vi si trova un faro.

## Storia
La cantante islandese Björk stava da tempo cercando un'isola da acquistare; dopo aver cercato in un primo momento tra quelle della Scozia, s'interessò ad Elliðaey. Saputo della cosa, nell'ottobre del 2000 il primo ministro Davíð Oddsson avanzò la proposta di cedergliela gratis, come pagamento per i servigi resi dall'artista al paese.
La notizia causò molte proteste, e Oddsson ritirò l'offerta, assicurando che l'isola sarebbe eventualmente stata venduta solo al maggior offerente; Björk non rilasciò alcun commento al riguardo, e alcune fonti riferirono successivamente che non era più interessata all'acquisto dell'isola. In molti siti web, questa notizia viene erroneamente riferita ad un'altra isola islandese con questo stesso nome, Elliðaey, nell'arcipelago delle Vestmann.